# SN 2003dx
SN 2003dx – supernowa odkryta 4 kwietnia 2003 roku w galaktyce A123631+6208. W momencie odkrycia miała maksymalną jasność 25,20m.